# Le Marchand de bonne humeur
Pour plus de détails, voir Fiche technique et Distribution.
Le Marchand de bonne humeur (The Good Humor Man) est un film américain réalisé par Lloyd Bacon et sorti en 1950.

## Synopsis
Un marchand de glaces (Jack Carson) est accusé du braquage d'une banque lorsque des gangsters se servent de son camion frigorifique.

## Fiche technique
- Titre original : The Good Humor Man
- Titre français : Le Marchand de bonne humeur
- Réalisation : Lloyd Bacon
- Scénario : Frank Tashlin et Roy Huggins, d'après sa nouvelle Appointment with Fear
- Direction artistique : Walter Holscher (en)
- Décors : James Crowe
- Costumes : Jean-Louis Berthault
- Photographie : Lester White
- Son : George Cooper
- Montage : Jerome Thoms
- Musique : Heinz Roemheld
- Production : S. Sylvan Simon
- Société de production : Columbia Pictures Corporation
- Société de distribution : Columbia Pictures
- Pays de production :  États-Unis
- Langue originale : anglais
- Format : noir et blanc — 35 mm — 1.37:1 — son monophonique
- Genre : Comédie policière
- Durée : 80 minutes
- Dates de sortie :
  - États-Unis : 1er juin 1950
  - France : 15 décembre 1950

## Distribution

### Acteurs principaux
- Jack Carson : Biff Jones
- Lola Albright : Margie Bellew
- Jean Wallace : Bonnie Conroy
- George Reeves : Stuart Nagle
- Peter Miles : Johnny Bellew
- Frank Ferguson : Inspecteur Quint
- David Sharpe : Slick
- Chick Collins : Fats
- Eddie Parker : John
- Pat Flaherty : officier Rhodes
- Richard Egan : officier Daley
- Arthur Space : Steven
- Victoria Horne : Bride
- Jack Overman : le chauffeur sans chemise

### Acteurs secondaires
- Chet Brandenburg : policier (non crédité)
- Paul E. Burns : M. Watkins (non crédité)
- Chester Clute : l'homme (non crédité)
- Chester Conklin : le jardinier (non crédité)
- Edgar Dearing : le sergent au bureau (non crédité)
- Vernon Dent : homme gros dans le parc (non crédité)
- William Forrest : M. Lankford (non crédité)
- Billy Gray : Junior (non crédité)
- Edward Keane : docteur (non crédité)
- Robert Emmett Keane : Lavery (non crédité)
- George Magrill : détective (non crédité)
- Garry Owen : l'homme dans l'ascenseur (non crédité)
- Lorin Raker : Elmer Darby (non crédité)
- Jack Rice : Roger, le jeune marié (non crédité)
- Jeffrey Sayre : détective (non crédité)
- Emil Sitka : l'éboueur (non crédité)
- Brick Sullivan : détective (non crédité)
- Frank Sully : policier (non crédité)
- Ferris Taylor : l'homme dans l'ascenseur (non crédité)
- Harry Tyler : le blanchisseur (non crédité)
- Robert Williams : le garde de l'usine (non crédité)